# Windsor International Transit Terminal

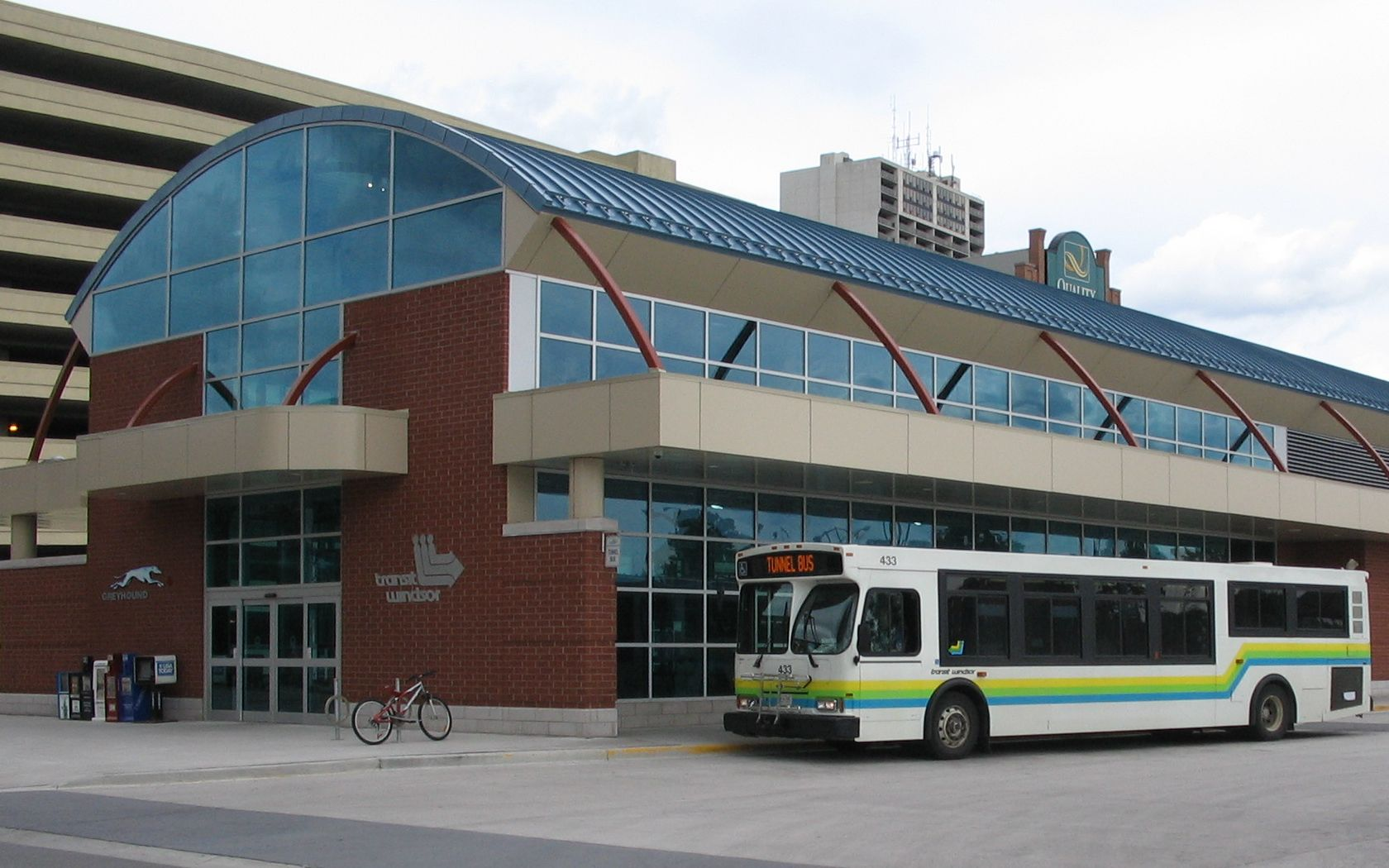
Transit Terminal

Der Windsor International Transit Terminal ist ein Busbahnhof, den die Unternehmen Transit Windsor und Greyhound Canada gemeinsam nutzen. 
Der Transit Terminal befindet sich zwischen der Chatham Street und der Pitt Street an der Ostseite der Church Street in der Innenstadt von Windsor, Ontario, Kanada. Transit Windsor hat sein innerstädtisches Transit-Terminal im Rahmen einer öffentlich-privaten Partnerschaft zwischen Bundes-, Provinz- und Kommunalverwaltungen sowie Greyhound Canada neu entwickelt. Die neue Bushaltestelle, die für 7,4 Millionen US-Dollar gebaut wurde, wurde im Sommer 2007 eröffnet und ersetzte eine kleinere Einrichtung, die über 65 Jahre alt war. Das Projekt befindet sich neben mehreren wichtigen Kunsteinrichtungen, wie der Kunstgalerie von Windsor, dem Windsor's Community Museum und dem François Baby House. Caesars Windsor liegt etwa 0,6 Kilometer entfernt.

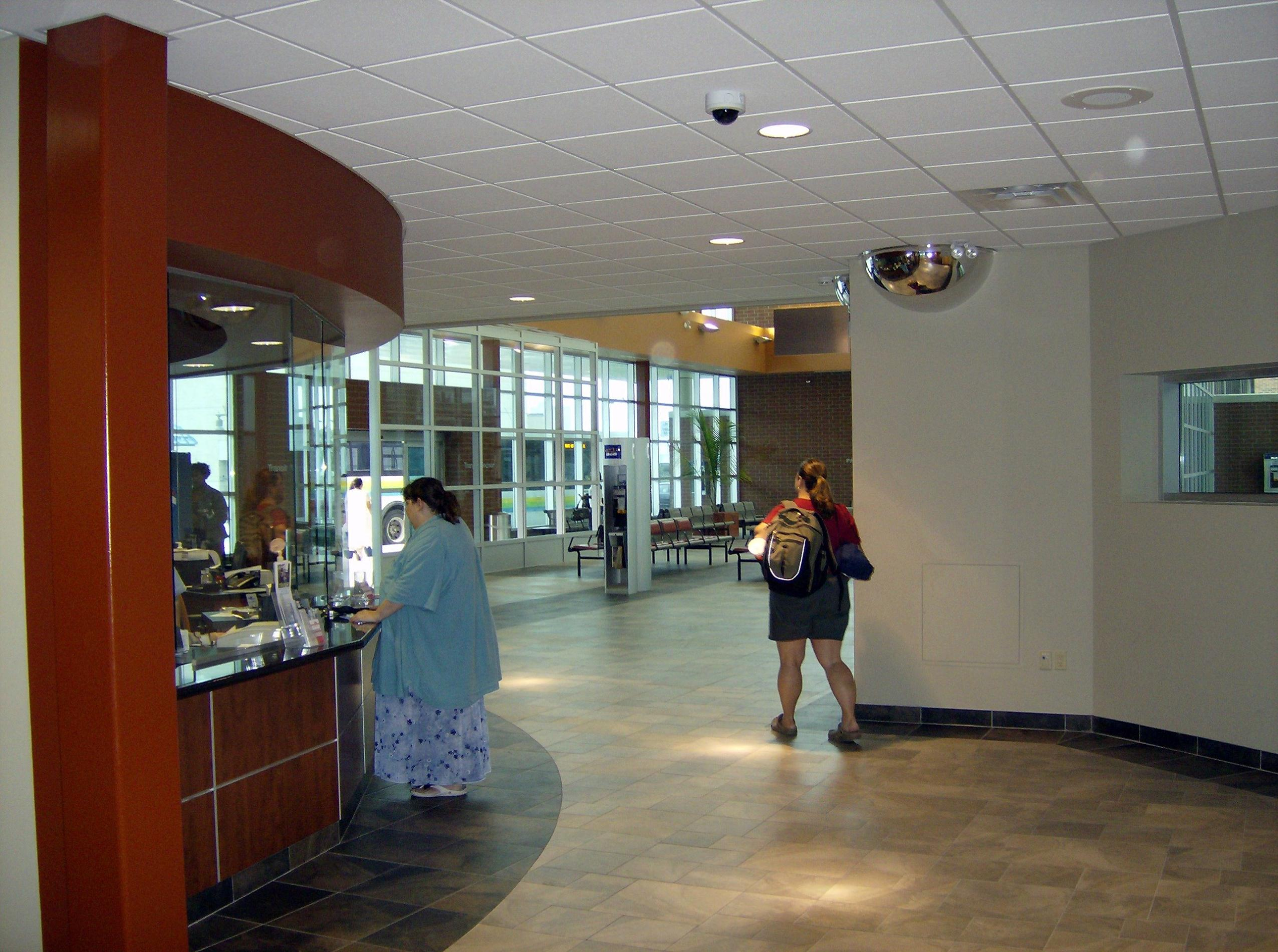
Innenansicht

Das 9250 Quadratmeter große Gebäude verfügt über 16 Durchgangsbuchten, die den Nah- und Fernverkehr mit Bussen verbinden. Neben den öffentlichen Warteräumen mit Sitzplätzen für 80 Passagiere gibt es automatische Türen, Fußbodenheizung sowie Klimaanlage im Sommerbetrieb zum Kühlen. Die Hinweisbeschilderung zu den fünf Ticketschaltern, Toiletten und Waschräumen ist neben Landessprache auch mit Braille-Beschilderung versehen. 